# 래러미군
래러미군 또는 래러미 카운티(Laramie County)는 미국 와이오밍주에 위치한 군이다. 2010년 기준으로 이 지역의 인구 수는 총 91,738명이다. 2019년 추산으로 이 지역의 총 인구 수는 99,500명이다. 군청 소재지는 와이오밍주의 주도이기도 하는 샤이엔이다.

## 인구
| 인구조사                                | 인구   | Note  | %±     |
| --------------------------------------- | ------ | ----- | ------ |
| 1870년                                  | 2,957  |       | —      |
| 1880년                                  | 6,409  |       | 116.7% |
| 1890년                                  | 16,777 |       | 161.8% |
| 1900년                                  | 20,181 |       | 20.3%  |
| 1910년                                  | 26,127 |       | 29.5%  |
| 1920년                                  | 20,699 |       | −20.8% |
| 1930년                                  | 26,845 |       | 29.7%  |
| 1940년                                  | 33,651 |       | 25.4%  |
| 1950년                                  | 47,662 |       | 41.6%  |
| 1960년                                  | 60,149 |       | 26.2%  |
| 1970년                                  | 56,360 |       | −6.3%  |
| 1980년                                  | 68,649 |       | 21.8%  |
| 1990년                                  | 73,142 |       | 6.5%   |
| 2000년                                  | 81,607 |       | 11.6%  |
| 2010년                                  | 91,738 |       | 12.4%  |
| 2019 (추산)                             | 99,500 | [ 1 ] | 8.5%   |
| US Decennial Census 1870–2000 2010–2016 |        |       |        |

## 같이 보기
- 와이오밍주